# Patriarcat latin de Jérusalem
Le patriarcat latin de Jérusalem (en latin : Patriarchatus Hierosolymitanus Latinorum) est une Église particulière de l'Église catholique au Proche-et-Moyen-Orient. La très grande majorité de ses fidèles sont des Arabes. La plus haute autorité catholique latine d'Orient porte le titre de patriarche latin de Jérusalem ; le patriarcat est sous l'autorité du patriarche Pierbattista Pizzaballa, franciscain d'origine lombarde, depuis le 24 octobre 2020.

## Territoire
Le patriarcat latin de Jérusalem couvre l'État d'Israël et le royaume hachémite de Jordanie ainsi que Chypre et la Palestine.

## Histoire

### Patriarcats
Les patriarcats sont des regroupements plus ou moins centralisés de diocèses qui se sont formés empiriquement, entre le IVe siècle et le VIe siècle, autour de quelques grands sièges épiscopaux, dans l'Empire romain comme au-dehors, sous l'influence de facteurs à la fois religieux, culturels et politiques. Cette évolution, sanctionnée par les conciles œcuméniques et par le pouvoir civil, a déterminé la structure canonique de l'Église indivise du premier millénaire. Au début du second millénaire, la division s'installa entre l'Orient et l'Occident, principalement à cause de l'impossibilité de s'accorder sur le rôle propre du siège de Rome au sein de cette structure patriarcale. Comme successeurs de Pierre, les papes réclament en effet une responsabilité plus large que celle de premiers parmi des égaux que l'Orient leur reconnaît volontiers. Malgré l'évolution de l'institution patriarcale dans l'orthodoxie moderne, tel est encore, fondamentalement, le débat qui retarde la réconciliation plénière entre catholiques et orthodoxes.

### Période des croisades
Le patriarcat latin de Jérusalem fut fondé par les croisés après leur prise de la ville le 15 juillet 1099.
La juridiction du patriarcat latin de Jérusalem s'étendait au territoire du royaume de Jérusalem.
Le patriarche contrôlait directement le quartier chrétien de Jérusalem et avait trois évêques suffragants : Hébron, Lydda-Ramula et Bethléem-Ascalon.
Le patriarcat comptait quatre autres archidiocèses : Tyr, Césarée, Nazareth et Pétra.
Les patriarches latins se succèdent à Jérusalem de 1099 à 1187, puis à Acre jusqu’à la chute de la ville en 1291.

### Période moderne
Par le bref Nulla celebrior du 23 juillet 1847, le pape Pie IX rétablit le patriarcat comme siège résidentiel. Le premier titulaire, le patriarche Joseph Valerga, prit possession de son siège en janvier 1848.
Jusqu’en 1987, le patriarche latin de Jérusalem avait été traditionnellement choisi parmi les franciscains italiens ; pour la première fois en 1987, le choix s’est porté sur un prêtre d’origine palestinienne, Michel Sabbah.
- 1987 : Michel Sabbah est le premier Arabe palestinien à porter le titre de patriarche latin de Jérusalem.
- 2006 : Fouad Twal est nommé coadjuteur du patriarche par le pape Benoît XVI avec la charge de vicaire général.
- 2008 : Fouad Twal devient patriarche latin de Jérusalem.
- 2016 : Pierbattista Pizzaballa est nommé administrateur apostolique par le pape François et consulteur de la Congrégation pour les Églises orientales.
- 2020 : Pierbattista Pizzaballa est nommé patriarche latin de Jérusalem.

Le patriarcat latin de Jérusalem a juridiction sur les seuls catholiques romains (latins) d’Israël, de Palestine, de Jordanie et de Chypre.

## Cathédrales et basiliques

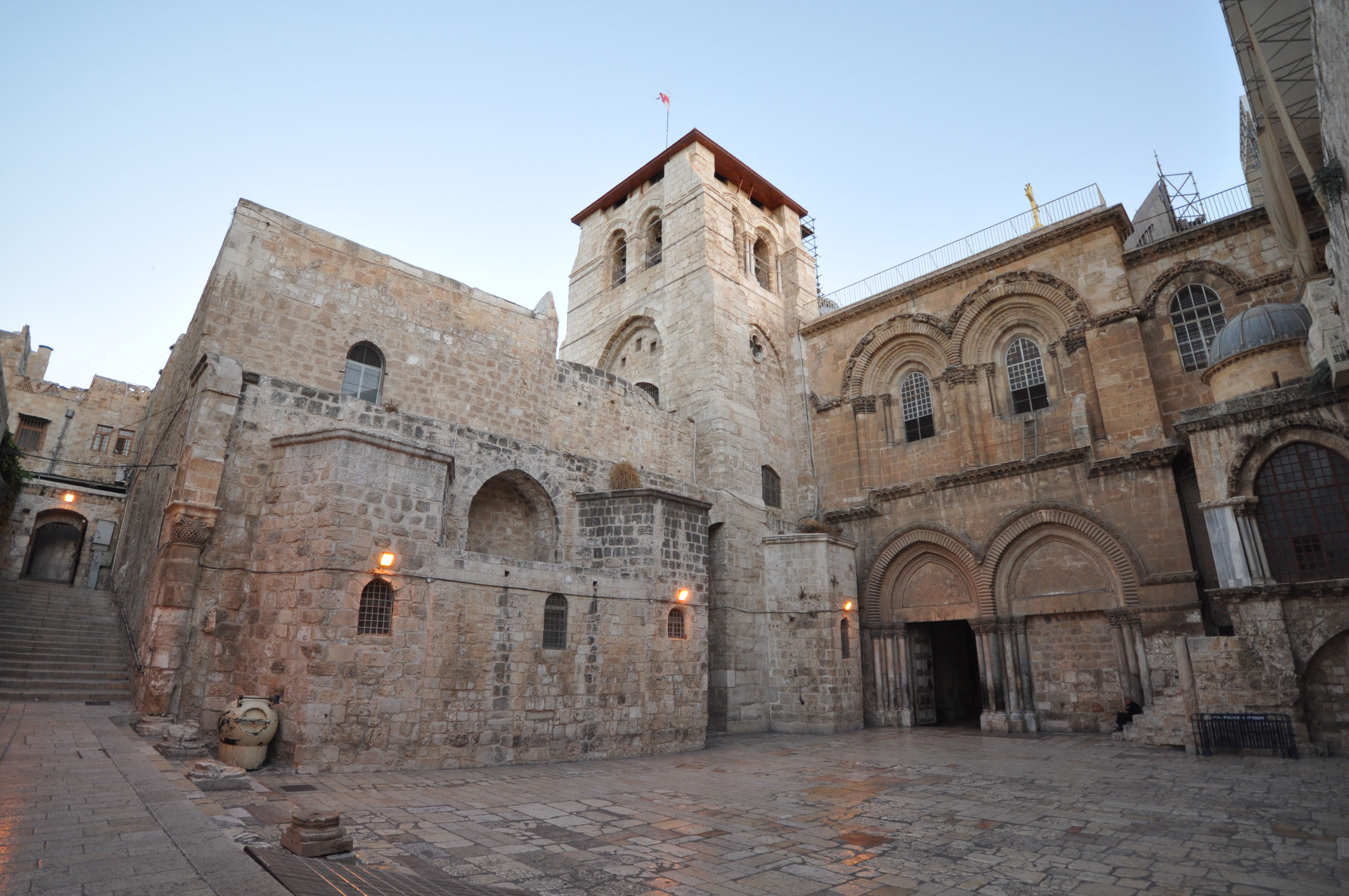
Église du Saint-Sépulcre (Jérusalem).

La basilique du Saint-Sépulcre est la cathédrale du patriarcat.
La cathédrale du Très-Saint-Nom-de-Jésus est la co-cathédrale du patriarcat.
Outre la basilique du Saint-Sépulcre, le patriarcat compte huit basiliques mineures :
- l'église de Toutes-les-Nations ou basilique de l'Agonie[6] ;
- la basilique de l'Annonciation, à Nazareth[7] ;
- la basilique de la Nativité, à Bethléem ;
- la basilique de la Transfiguration, sur le mont Thabor[8] ;
- la basilique Saint-Étienne de Jérusalem[9] ;
- l'abbaye de la Dormition, sur le mont Sion[10] ;
- l'église Sainte-Anne, dans la vieille ville de Jérusalem[11] ;
- le monastère Notre-Dame-du-Mont-Carmel, à Haïfa[12] ;
- l'église Saint-Cléophas d'Emmaus[13].

## Organisation
Les paroisses du diocèse, liste non exhaustive :

### Patriarcat latin de Jérusalem
- Liste des paroisses du patriarcat latin de Jérusalem (en)

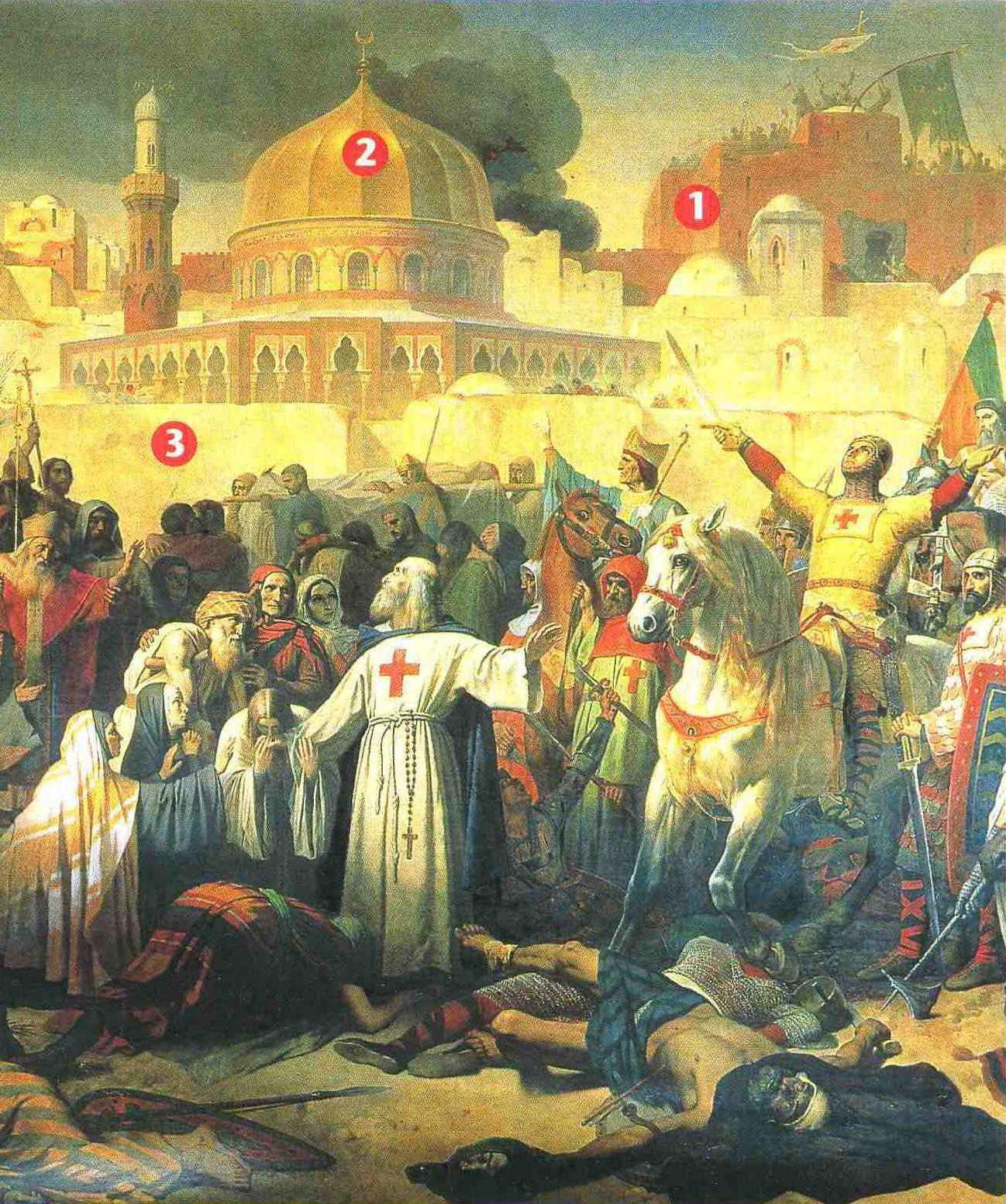
La prise de Jérusalem par les croisés le 15 juillet 1099 - Émile Signol, XIX, château de Versailles.
1 - Le Saint-Sépulcre
2 - Le dôme du Rocher
3 - Les remparts

Le patriarcat compte 28 paroisses à Jérusalem et dans les Territoires palestiniens, administrées par le vicaire général.
Le patriarcat étend sa juridiction sur les catholiques du rite latin résidant en Israël, en Palestine, en Jordanie et à Chypre. La structure diocésaine est organisée en 6 vicariats:
1 - Le vicariat patriarcal de Jérusalem, avec également juridiction sur la Palestine, dirigé par l’évêque auxiliaire William Shomali, évêque titulaire de Lydda:
Jérusalem
- Saint-Sauveur
- Saint-Jacques (Beit Hanina)

Palestine

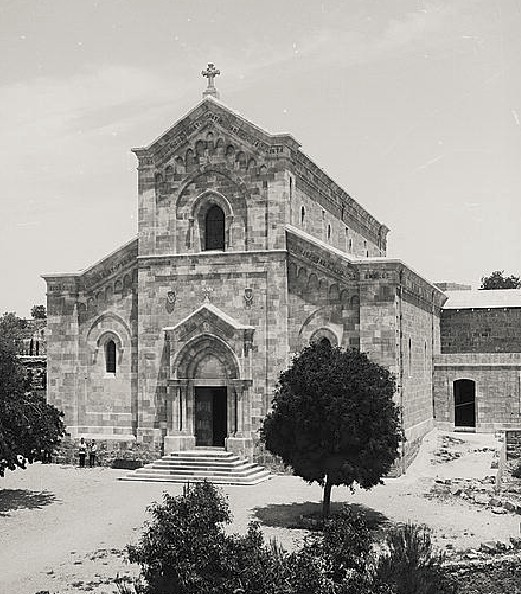
Église Saint-Cléophas, au village palestinien d'El Qubeibeh.

- Aboud : Notre-Dame des Sept Douleurs
- Ain Arik : L’Annonciation
- Beit Jala : L’Annonciation
- Beit Sahour : Notre-Dame de Fatima
- Bethléem : La Nativité & Sainte-Catherine
- Bir Zeit : L’Immaculée Conception
- Gaza : La Sainte-Famille
- Jénine : Le Saint Rédempteur
  - Chapelles annexes : Birqin, Deir Ghazaleh, Jalameh, Kafr Qoud, Muqeibileh, Sabah-el-Kheir, Ya’bad
- Jéricho : Le Bon Pasteur
- Jifna : Saint-Joseph
- Naplouse : Le Sauveur au Puits de Jacob
- Rafidia : Saint-Justin
  - Chapelles annexes : Burqa, Tulkarem, Azzoun
- Ramallah : La Sainte-Famille
- Taybeh : Le Saint Rédempteur
- Zababdeh : La Visitation

2 - Le vicariat patriarcal d'Israël pour les catholiques arabophones, dirigé par l'évêque auxiliaire Rafic Nahra, basé à Nazareth, comptant 14 paroisses :
- Acre : Saint Jean Baptiste
- Beer-Sheva : Saint-Abraham
- Kafr Cana : Le Premier Miracle

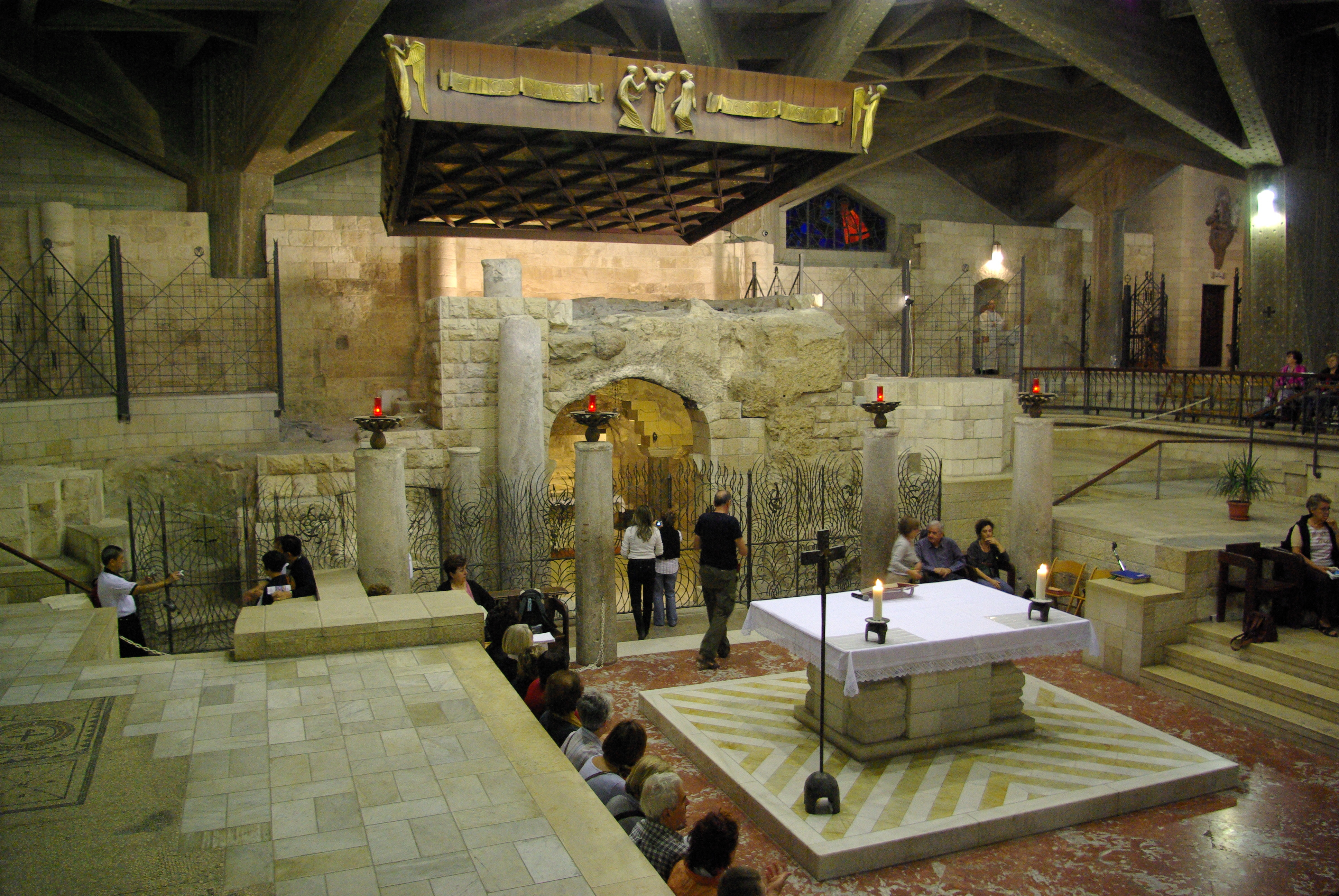
Basilique de l'Annonciation (Nazareth).

- Deir Rafat (Dayr Rafat, Shéphélah) : Notre-Dame de Palestine
- Eilat : Holy Trinity
- Haïfa : Saint-Joseph
- Jaffa : Saint-Antoine
- Jaffa de Nazareth : Saint-Jean Apôtre
- Nazareth : L’Annonciation
- Rameh : Saint-Antoine
- Ramla : Saint-Nicodème
- Reneh : Saint-Joseph Artisan
- Shefa Amr : Saint-Joseph
- Tibériade : Saint-Pierre

3 - Le vicariat patriarcal de Jordanie, basé à Amman est dirigé par l'évêque auxiliaire Iyad Twal (de).

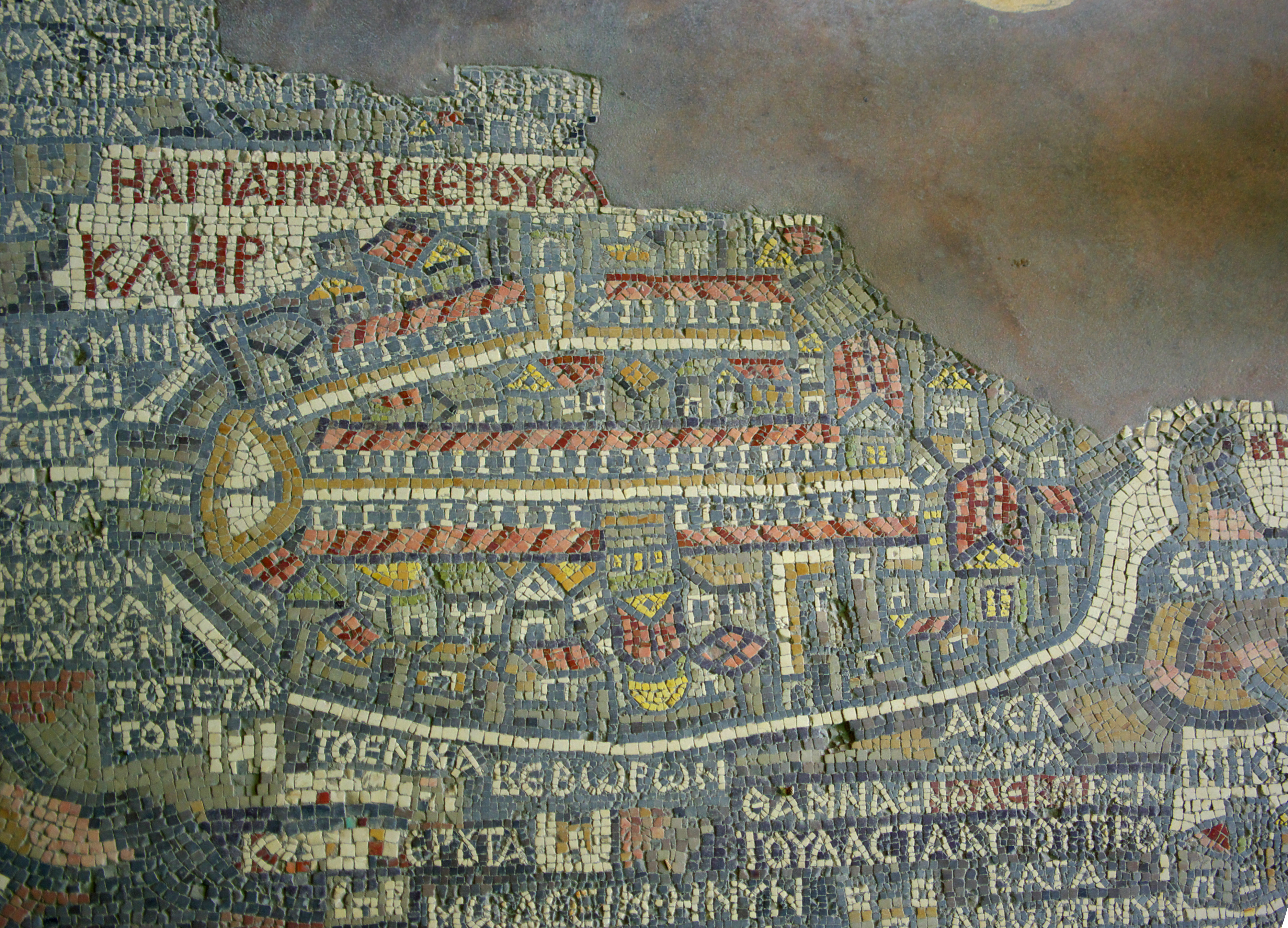
Carte de Madaba, mosaïque représentant Jérusalem, située dans l'église Saint-Georges de Madaba, en Jordanie.

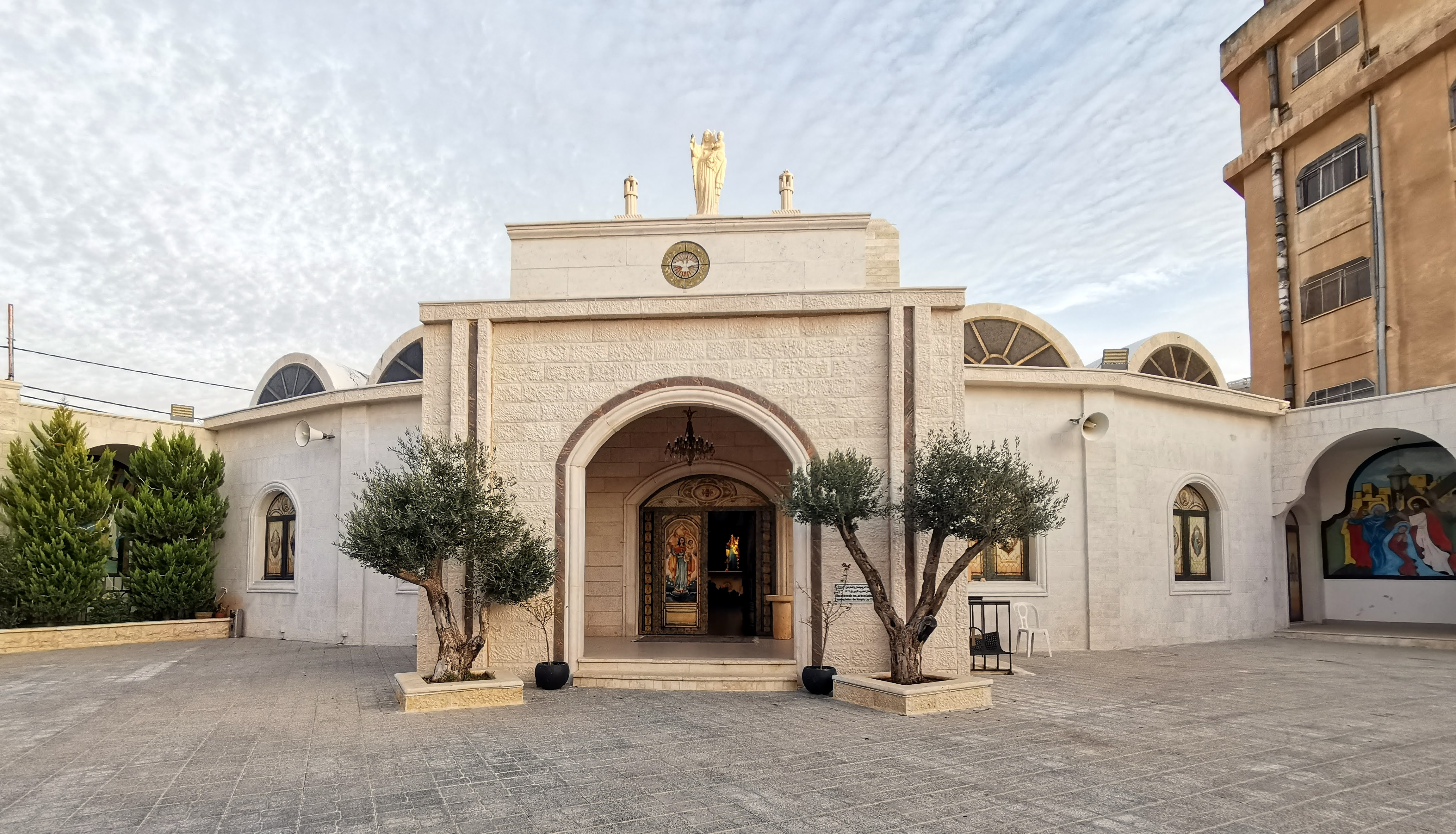
L'église Notre-Dame-du-Mont à Anjara, Jordanie.

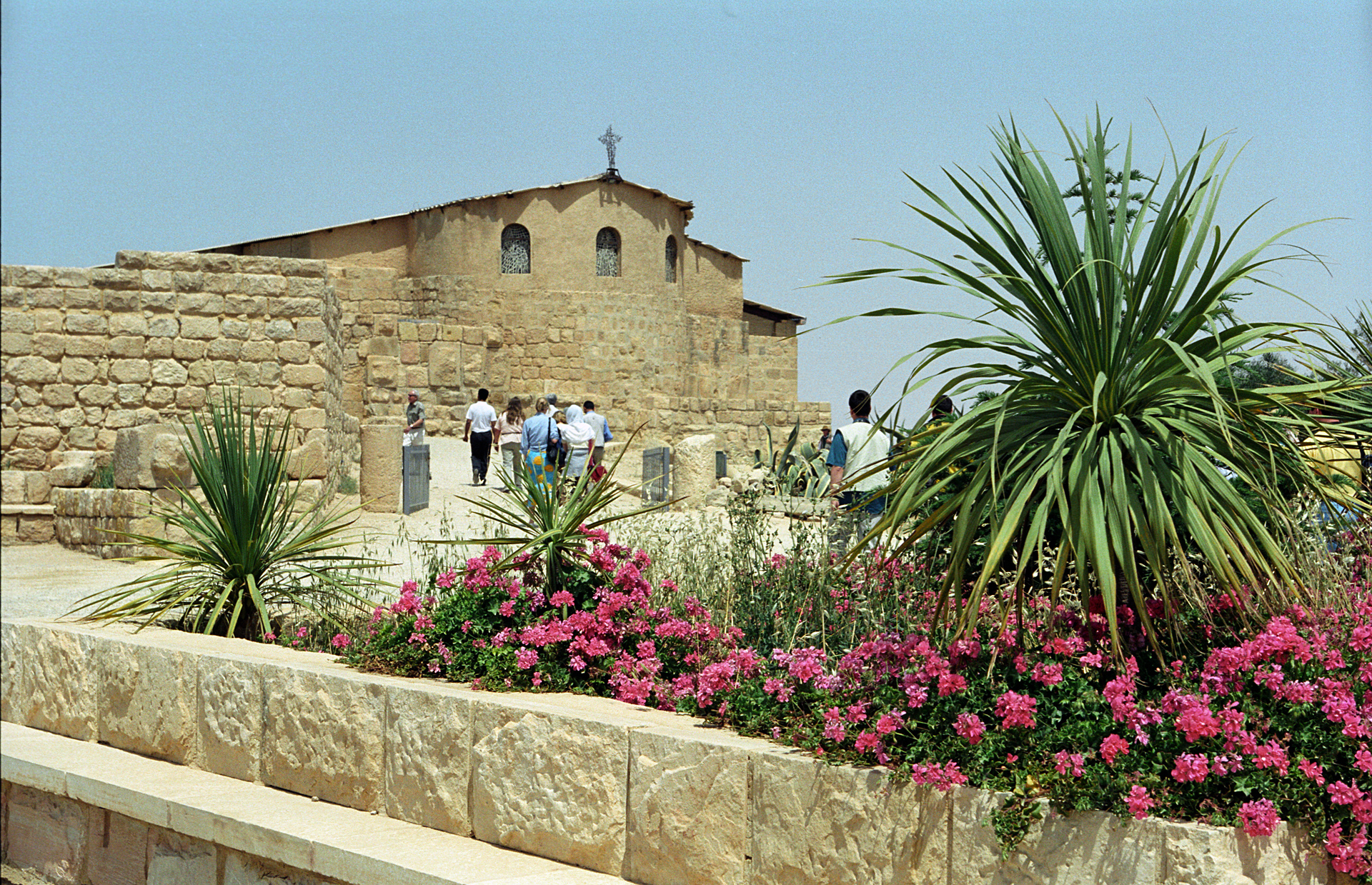
Mont Nébo, basilique du mémorial de Moïse.

Le vicariat de Jordanie compte 32 paroisses:
- Vicaire patriarcal Ader[16] : Saint-Joseph
- Ajlun : Saint-Paul
- Jebel Amman (Amman) : Saint-Joseph
- Al-Wahadneh : Saint-Elie
- Anjara (en), Gouvernorat d'Ajlun : Notre-Dame de la Visitation
- Aqaba : Étoile de la Mer
- Fuheis Al-Alali : Notre-Dame-de-Grace
- Fuheis (village chrétien, au nord-ouest d'Amman) : Cœur Immaculé de Marie
- Husson : Immaculée Conception
- Irbid : Saint-Georges
- Jabal Hashimi : Notre-Dame du Carmel
- Jabal Hussein : Saint-François de Sales
- Jabal Luweibdeh : L’Annonciation
- Al-Karak : Notre-Dame du Rosaire
- Madaba : Décollation de saint Jean-Baptiste
- Mafraq : Saint-Joseph
- Ma’in : Saint-Jacques le Mineur
- Marka (camp de réfugié à l'est d'Amman, proche de l'Aéroport civil d'Amman) : Marie Mère de l’Eglise
- Marj El Hamam : Sacré-Cœur
- Misdar : Christ Roi
- Na’our : Sacré-Cœur
- Rabbath-Ammon :
- Rumeimin : Exaltation de la Sainte Croix
- Rusaifeh : Marie Mère de l’Eglise
- Safout : Sainte-Thérèse de l’Enfant-Jésus
- Salt (Jordanie) : L’Assomption
- Satellite parish: Kufringi
- Satellite parish: Eidoun
- Shatana : L’Annonciation
- Sweifieh (en) : Marie de Nazareth
- Smakieh : Saint-Michel
- Til’Al’Ali Parish: Sacré-Cœur de Jésus
- Um Zweitineh :
- Zarka Nord : Les Douze Apôtres
- Zarka Sud : Saint Pie X

4 - Le vicariat patriarcal Saint-Jacques pour les catholiques de langue hébraïque en Israël, actuellement dirigé par le père Piotr Zelazko, basé à Jérusalem.
Le Vicariat patriarcal Saint-Jacques (ou Communauté catholique hébraïque d'Israël) a été dirigé tour à tour par Jean-Baptiste Gourion, un juif oranais converti au catholicisme, décédé en juin 2005, puis par Pierbattista Pizzaballa, avec le titre de vicaire patriarcal, également à la tête de la custodie franciscaine de Terre Sainte, puis à partir du 15 mars 2009 par David Neuhaus, ensuite le 21 octobre 2017 par Rafic Nahra , et depuis le 15 août 2021 par Piotr Zelasko. La communauté regroupe des catholiques d'origine juive, baptisés dans leur pays d'origine ou en Israël ; des catholiques issus de familles mixtes ; et des catholiques d'origine non juive vivant en Israël, notamment des religieux et des familles de travailleurs étrangers. Tous ses membres, Israéliens ou non, considèrent Israël comme leur pays et l'hébreu comme leur langue. 
La communauté catholique hébraïque d’Israël est organisée en un Vicariat catholique hébréophone en Israël (en hébreu : הקהילה הקתולית הדוברת עברית בישראל) rattaché au patriarcat latin de Jérusalem. Le Vicariat patriarcal Saint-Jacques compte actuellement 4 communautés locales : 
- Communauté de Jérusalem
- Communauté de Haïfa
- Communauté de Beer-Sheva
- Communauté de Tel Aviv-Jaffa

5 - Le vicariat patriarcal pour migrants et demandeurs d'asile en Israël, basé à Jérusalem, dirigé par le père Matthew Coutinho, S.D.B, comprenant des Communautés russophones.

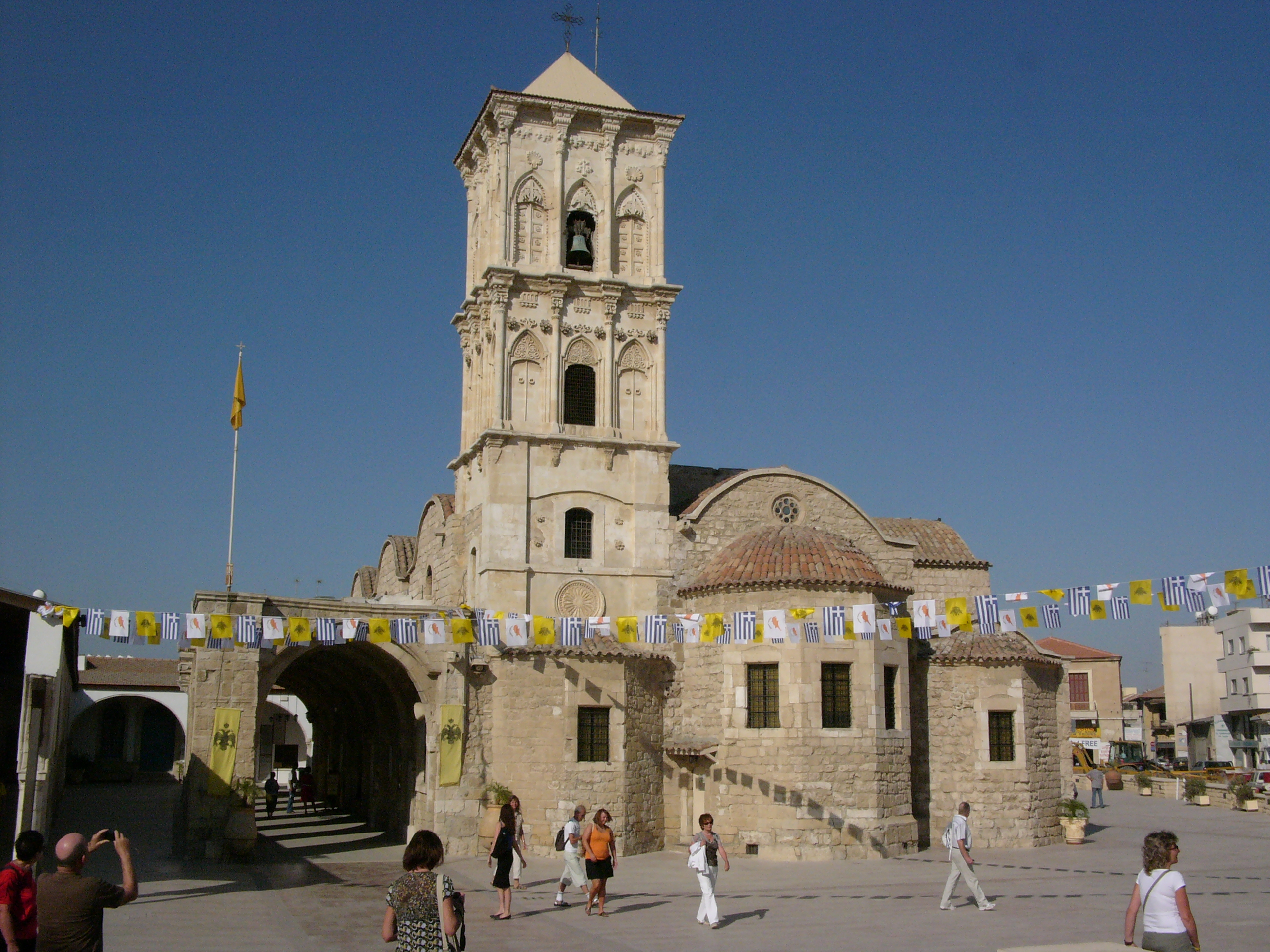
Église Saint-Lazare de Larnaca, emplacement du tombeau de Lazare de Béthanie.

6 - Le vicariat patriarcal de Chypre, situé à Nicosie, dirigé par l'évêque auxiliaire Bruno Varriano; Le vicariat de Chypre compte 6 paroisses :
- Larnaca : Sainte Marie de la Grâce
- Limassol : Sainte-Catherine
- Nicosie : Saint-Croix
- Paphos : Saint Paul au Pilier
- Paphos : Saint Nicolas
- Paphos-Pissouri : Les Saints Pères

### Conférence des évêques latins dans les régions arabes
La Conférence des évêques latins dans les régions arabes existe depuis mars 1967. Elle regroupe les évêques, les vicaires patriarcaux et les administrateurs apostoliques d'Irak, de Djibouti, du Liban, du Koweït, des Émirats arabes unis, de Syrie, de Palestine, de Jordanie, d'Israël, de Chypre, d'Égypte et de Somalie. Elle est présidée par le patriarche latin de Jérusalem.

### Assemblée des ordinaires catholiques de Terre sainte
L'Assemblée des ordinaires catholiques de Terre sainte regroupe les évêques des différentes communautés catholiques (Latins et Orientaux) ayant juridiction en Terre sainte. Ses statuts ont été approuvés par le pape en 1992. Elle est présidée par le patriarche latin de Jérusalem.

## Formation du clergé
Pour la formation de son clergé, le patriarcat dispose du séminaire latin de Jérusalem créé en 1852, situé à Beit Jala, séminaire du patriarcat latin de Jérusalem (1936), comprenant neuf années d'études, dont une en France.

## Relations avec les autres Églises
Le patriarcat latin de Jérusalem est membre du Conseil des Églises du Moyen-Orient.